# Příslib úsvitu
Příslib úsvitu (v originále La Promesse de l'aube) je francouzsko-belgický životopisný dramatický film z roku 2017, který režíroval Éric Barbier jako adaptaci stejnojmenného románu od Romaina Garyho. Snímek měl světovou premiéru dne 14. října 2017.

## Děj
Nina Kacew je mladá židovka, herečka původem z Ruska, která vychovává svého malého syna Romana sama v Polsku. Představuje si pro něj jasnou kariéru spisovatele a diplomata, dokonce mu brání věnovat se malířství, ke kterému projevuje jistý talent. Pracovitá a obchodně nadaná zakládá malou módní firmu ve stylu Francie, země, kterou obdivuje. Podnik prosperuje až do vzestupu antisemitismu, kdy se cítí nevítaná a pak se zbavuje majetku a se synem odchozí.
Z Polska se stěhuje do Nice, kde provozuje penzion. Nutí Romana, jehož křestní jméno pofrancouzštila na Romain, aby psal, ale jeho literární inspirace není dokonalá.
Po začátku druhé světové války Romain vstupuje do armády, Nina je přesvědčená, že se její syn rychle prosadí mezi důstojníky. Romain se připojí ke generálu de Gaulle v Anglii, poté se vyznamená jako válečný pilot. Pokračuje v psaní uprostřed vojenských operací. Matka mu v dopisech nepřestává vyčítat jeho nedostatečnou produktivitu a absenci literárního uznání od vydavatelů.
Romain je zraněn a poté poslán do Afriky. Po třech letech se vrací do Francie. Když dorazí do Nice, aby matce oznámil, že konečně dosáhl vydání jednoho ze svých románů, najde dveře zavřené.

## Obsazení
| Pierre Niney            | Roman Kacew / Romain Gary      |
| Charlotte Gainsbourgová | Nina Kacew                     |
| Didier Bourdon          | Alex Gubernatis                |
| Jean-Pierre Darroussin  | Zaremba, polský malíř          |
| Catherine McCormack     | Lesley Blanch                  |
| Finnegan Oldfield       | Arnaud Langer, vojenský letec  |
| Pawel Puchalski         | Roman Kacew, ve věku 8-10 let  |
| Nemo Schiffman          | Roman Kacew, ve věku 14-16 let |
| Lou Chauvain            | Mariette                       |

## Ocenění
- Filmový festival v Sarlatu: Cena středoškolských studentů za nejlepší film (Éric Barbiera), Cena za nejlepší mužský herecký výkon (Pierre Niney)
- Lumières: nominace na nejlepší herečku (Charlotte Gainsbourgová)
- César: nominace v kategoriích nejlepší herečka (Charlotte Gainsbourgová), nejlepší adaptace (Éric Barbier a Marie Eynard), nejlepší výprava (Pierre Rensona), nejlepší kostýmy (Catherine Bouchard)